# 17. ceremonia wręczenia nagród Gildii Aktorów Ekranowych
17. ceremonia wręczenia nagród Gildii Aktorów Ekranowych za rok 2010, odbyła się 30 stycznia 2011 w Shrine Exposition Center w Los Angeles. Galę transmitowała stacja TNT. Nagrody przyznawane są za wybitne osiągnięcia w sztuce aktorskiej w minionym roku.
16 grudnia 2010 roku w Los Angeles' Pacific Design Center's Silver Screen Theater Rosario Dawson i Angie Harmon ogłosili nominacje do tegorocznych nagród.
Najwięcej nominacji w kategoriach produkcji kinowych otrzymały dwa filmy − Fighter w reżyserii Davida O. Russella oraz Jak zostać królem Toma Hoopera. Oba filmy otrzymały po cztery nominacje.
Również w kategoriach telewizyjnych największa liczba otrzymanych nominacji to cztery − tyle nominacji otrzymał serial Współczesna rodzina.
Najwięcej nagród otrzymały (w kategoriach produkcji kinowych) dwa obrazy: film Fighter, który nagrodzony został w dwóch kategoriach: najlepszy aktor drugoplanowy – Christian Bale i najlepsza aktorka drugoplanowa – Melissa Leo, oraz film Jak zostać królem, który nagrodzony został za pierwszoplanową rolę Colina Firtha i za najlepszą obsadę filmową. Nagrodę dla najlepszej aktorki pierwszoplanowej przyznano Natalie Portman, która wystąpiła w filmie Czarny łabędź.
W zestawie nagród telewizyjnych najwięcej nagród otrzymał pierwszy sezon serialu Zakazane imperium, które otrzymało dwie nagrody: dla najlepszego aktora w serialu dramatycznym (Steve Buscemi) i dla najlepszej obsady serialu dramatycznego. Najlepszą obsadą serialu komediowego Gildia Aktorów Ekranowych uznało obsadę serialu Współczesna rodzina.
Nagrodę dla najlepszej aktorki dramatycznej przyznano po raz drugi Juliannie Margulies, za rolę w serialu Żona idealna. Piątą statuetkę Aktora z rzędu otrzymał Alec Baldwin, który każdą kolejną nagrodę otrzymuje za rolę w serialu Rockefeller Plaza 30. Nagrodę dla najlepszej aktorki w serialu komediowym otrzymała Betty White za rolę w Rozpalić Cleveland.
Nagrody dla najlepszych aktorów w filmie telewizyjnym lub miniserialu otrzymali Al Pacino za Jack, jakiego nie znacie i Claire Danes za rolę w Temple Grandin.

## Laureaci i nominowani
Laureaci nagród wyróżnieni są wytłuszczeniem

### Produkcje kinowe

#### Wybitny występ aktora w roli pierwszoplanowej
- Colin Firth – Jak zostać królem
  - Jeff Bridges – Prawdziwe męstwo
  - Robert Duvall – Aż po grób
  - Jesse Eisenberg – The Social Network
  - James Franco – 127 godzin

#### Wybitny występ aktorki w roli pierwszoplanowej
- Natalie Portman – Czarny łabędź
  - Annette Bening – Wszystko w porządku
  - Nicole Kidman – Między światami
  - Jennifer Lawrence – Do szpiku kości
  - Hilary Swank – Wyrok skazujący

#### Wybitny występ aktora w roli drugoplanowej
- Christian Bale – Fighter
  - John Hawkes – Do szpiku kości
  - Jeremy Renner – Miasto złodziei
  - Mark Ruffalo – Wszystko w porządku
  - Geoffrey Rush – Jak zostać królem

#### Wybitny występ aktorki w roli drugoplanowej
- Melissa Leo – Fighter
  - Amy Adams – Fighter
  - Helena Bonham Carter – Jak zostać królem
  - Mila Kunis – Czarny łabędź
  - Hailee Steinfeld – Prawdziwe męstwo

#### Wybitny występ zespołu aktorskiego w filmie kinowym
- Jak zostać królem
  - Czarny łabędź
  - Fighter
  - Wszystko w porządku
  - The Social Network

#### Wybitny występ zespołu kaskaderskiego w filmie kinowym
- Incepcja
  - Green Zone
  - Robin Hood

### Produkcje telewizyjne

#### Wybitny występ aktora w miniserialu lub filmie telewizyjnym
- Al Pacino – Jack, jakiego nie znacie
  - John Goodman – Jack, jakiego nie znacie
  - Dennis Quaid – Władcy świata
  - Édgar Ramírez – Carlos
  - Patrick Stewart – Macbeth

#### Wybitny występ aktorki w miniserialu lub filmie telewizyjnym
- Claire Danes – Temple Grandin
  - Catherine O’Hara – Temple Grandin
  - Julia Ormond – Temple Grandin
  - Winona Ryder – Gdy miłość to za mało
  - Susan Sarandon – Jack, jakiego nie znacie

#### Wybitny występ aktora w serialu dramatycznym
- Steve Buscemi – Zakazane imperium
  - Michael C. Hall – Dexter
  - Bryan Cranston – Breaking Bad
  - Jon Hamm – Mad Men
  - Hugh Laurie – Dr House

#### Wybitny występ aktorki w serialu dramatycznym
- Julianna Margulies – Żona idealna
  - Glenn Close − Układy
  - Mariska Hargitay – Prawo i bezprawie
  - Elisabeth Moss – Mad Men
  - Kyra Sedgwick – Podkomisarz Brenda Johnson

#### Wybitny występ aktora w serialu komediowym
- Alec Baldwin – Rockefeller Plaza 30
  - Ty Burrell – Współczesna rodzina
  - Steve Carell – Biuro
  - Chris Colfer – Glee
  - Ed O’Neill – Współczesna rodzina

#### Wybitny występ aktorki w serialu komediowym
- Betty White – Rozpalić Cleveland
  - Edie Falco – Siostra Jackie
  - Tina Fey – Rockefeller Plaza 30
  - Jane Lynch – Glee
  - Sofía Vergara – Współczesna rodzina

#### Wybitny występ zespołu aktorskiego w serialu dramatycznym
- Zakazane imperium
  - Dexter
  - Mad Men
  - Podkomisarz Brenda Johnson
  - Żona idealna

#### Wybitny występ zespołu aktorskiego w serialu komediowym
- Współczesna rodzina
  - Biuro
  - Glee
  - Rozpalić Cleveland
  - Rockefeller Plaza 30

#### Wybitny występ zespołu kaskaderskiego w serialu telewizyjnym
- Czysta krew
  - CSI: Kryminalne zagadki Nowego Jorku
  - Dexter
  - Southland
  - Tożsamość szpiega

### Nagroda za osiągnięcia życia
- Ernest Borgnine